# حفاظت تالاب

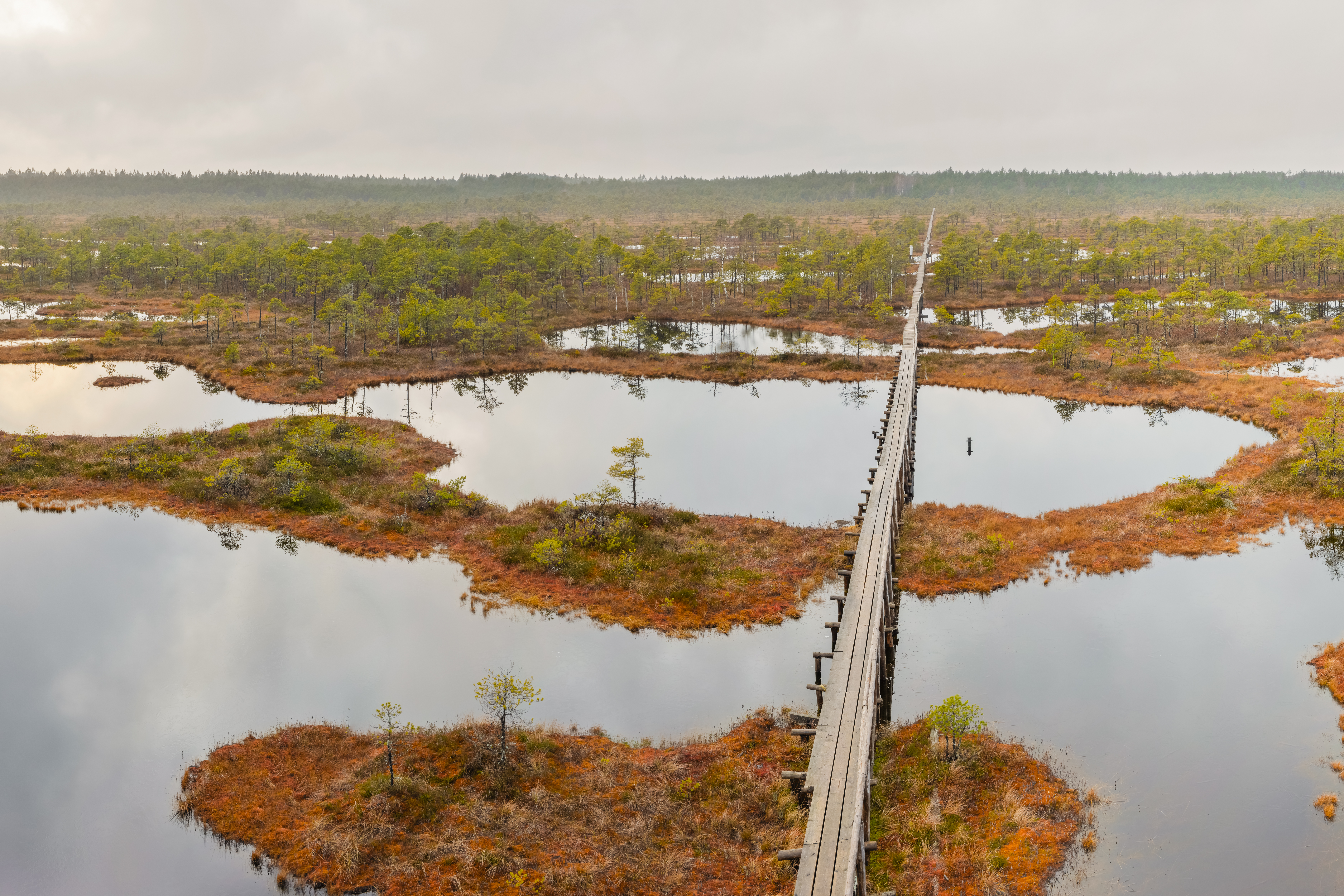
نزدیک به یک چهارم قلمرو استونی توسط تالاب‌ها پوشیده شده‌است، که بیشتر آنها حفاظت‌شده‌است. باتلاق Männikjärve در ذخیره‌گاه طبیعی Endla.

هدف از حفاظت تالاب (به انگلیسی: Wetland conservation)، حفاظت و نگهداری مناطقی است که در آن آب در سطح زمین یا نزدیک آن وجود دارد، مانند باتلاق‌ها، مانداب‌ها (مرداب‌ها) و خلاش‌ها است. تالاب‌ها حداقل شش درصد از سطح کره زمین را پوشش می‌دهند و به دلیل خدمات بوم‌سازگان که ارائه می‌دهند، به موضوعی کانونی برای حفاظت تبدیل شده‌اند. بیش از سه میلیارد نفر، یعنی حدود نیمی از جمعیت جهان، آب مورد نیاز خود را از تالاب‌های آب شیرین داخلی تأمین می‌کنند. همین تعداد از مردم به برنج به عنوان غذای اصلی خود متکی هستند، محصولی که عمدتاً در تالاب‌های طبیعی یا ساخته‌شده رشد می‌کند. در برخی از نقاط جهان، مانند تالاب Kilombero در تانزانیا، تقریباً کل جمعیت محلی برای امرار معاش خود به کشت تالاب متکی هستند.
ماهیگیری همچنین منبع بسیار مهم پروتئین و درآمد در بسیاری از تالاب‌ها است. بر اساس گزارش سازمان خواربار و کشاورزی ملل متحد، کل صید از آب‌های داخلی (رودخانه‌ها و تالاب‌ها) ۸٫۷ میلیون تن در سال ۲۰۰۲ بود. تالاب‌ها علاوه بر غذا، فیبر، سوخت و گیاهان دارویی نیز تأمین می‌کنند. آنها همچنین بوم‌سازگان‌های ارزشمندی برای پرندگان و دیگر جانداران آبزی فراهم می‌کنند، به کاهش اثرات ویرانگر سیل، کنترل آلودگی و تنظیم آب و هوا کمک می‌کنند. از اهمیت اقتصادی گرفته تا زیبایی‌شناسی، دلایل حفاظت از تالاب‌ها در چند دهه گذشته گسترده‌تر شده‌است.